# Casa Real de la Ventosilla
La casa real de Ventosilla es un edificio del siglo XVII situado en la localidad de Ventosilla en el término municipal de Gumiel de Mercado (Provincia de Burgos)

## Historia
El 11 de noviembre de 1503 es comprado por los Reyes Católicos al conde de Ribadeo, permaneciendo en la corona hasta 1521 en que es donado por Carlos I al II marqués de Denia, abuelo del duque de Lerma, valido de Felipe III.
Alrededor del momento del traslado de la corte a Valladolid, la actual casa fue encargada por el duque de Lerma al arquitecto Francisco de Mora. Se inscribe dentro del programa de lugares de recreo y solaz para el monarca en el entorno de la nueva corte.
En algún momento fue vendido por Lerma al monarca y pasó a depender, como el resto de palacio del mismo, de la Junta Real de Obras y Bosques. Aún en 1722 seguía perteneciendo a los reyes, pasando Felipe V e Isabel de Farnesio en él algunos días en enero de ese año.